# Belgern-Schildau
Belgern-Schildau est une ville de Saxe (Allemagne), située dans l'arrondissement de Saxe-du-Nord, créée avec effet au 1er janvier 2013 par la fusion de la ville de Belgern avec la ville limitrophe de Schildau.

## Structure de la ville
La ville de Belgern-Schildau est composée des villes et villages suivants :
| - Ammelgoßwitz - Belgern - Bockwitz - Döbeltitz - Dröschkau - Kaisa - Kobershain - Lausa - Liebersee - Mahitzschen | - Neußen - Oelzschau - Plotha - Probsthain - Schildau - Seydewitz - Sitzenroda - Staritz - Taura - Wohlau |

## Personnalités liées à la ville
- Friedrich Anton von Heynitz (1725-1802), homme politique né à Dröschkau.
- August Neidhardt von Gneisenau (1760-1831), général né à Schildau.
- Camille Selden (1825-1896), écrivain née à Belgern.
- Louis Joseph Delaporte (1874-1944), orientaliste mort à Wohlau.